# Mikołaj z Wilkowiecka
Mikołaj z Wilkowiecka (* 1524 ?; † 1601 in Wieluń) war ein polnischer Paulinermönch und Autor.
Über die frühe Zeit des Mikołaj z Wilkowiecka ist nichts bekannt, weder wo er Theologie studiert hat, noch wann und wo er ordiniert wurde. 1563 wirkte er als Prediger am Paulinerkloster auf dem Skałkahügel in Krakau. Ab 1566 lebte er in Tschenstochau und war hier ab 1579 Abt des Klosters von Jasna Góra. Um 1580 wurde er Provinzial des Paulinerordens für Polen. Er starb 1601 im Paulinerkloster von Wieluń.
Mikołaj z Wilkowiecka trat als Autor von hagiographischen Schriften und Predigten hervor. Er gilt als Autor der auf mittelalterlichen Mysterienspielen basierenden Historyja o chwalebnym Zmartwychstaniu Pańskim (Geschichte von der herrlichen Auferstehung unseres Herrn), die 1580–82 in Krakau erschien. Nicht geklärt ist, ob er das Werk selbst verfasst hat, oder als Endbearbeiter und Herausgeber anzusehen ist. Im 20. Jahrhundert wurde die Dichtung von Leon Schiller wiederentdeckt und 1923 in Warschau auf die Bühne gebracht. Eine Adaption von Kazimierz Dejmek wurde in den 1960er und 1970er Jahren mehrfach aufgeführt.

## Quelle
- Wirtualna Biblioteka Literatury Polskiej - Mikołaj z Wilkowiecka

| Personendaten    | Personendaten                      |
| ---------------- | ---------------------------------- |
| NAME             | Mikołaj z Wilkowiecka              |
| ALTERNATIVNAMEN  | Nikolaus von Wilkowiecko           |
| KURZBESCHREIBUNG | polnischer Paulinermönch und Autor |
| GEBURTSDATUM     | unsicher: 1524                     |
| STERBEDATUM      | 1601                               |
| STERBEORT        | Wieluń                             |